# Suzanne Muchnic

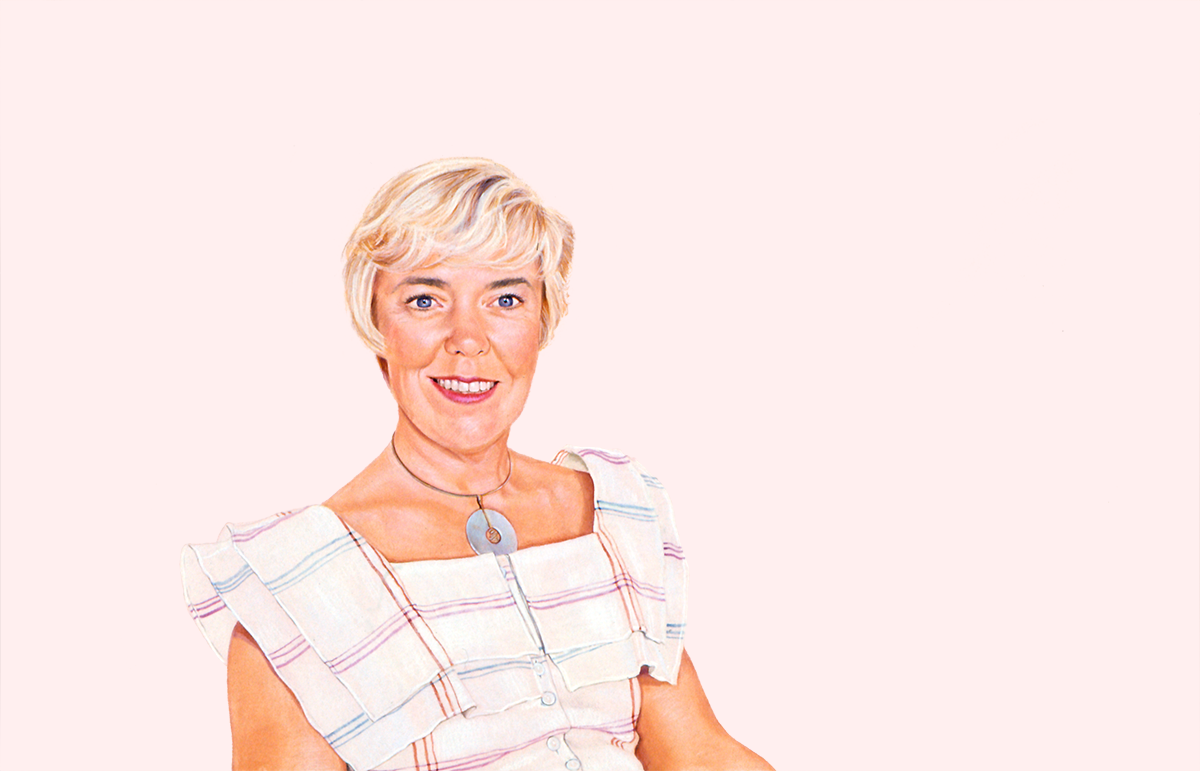
Sylvia Shap: Suzanne Muchnic (1984)

Suzanne Muchnic (geboren 16. Mai 1940) ist eine US-amerikanische Kunstkritikerin.

## Leben
Suzanne Muchnic studierte am Scripps College und graduierte 1963 an der Claremont Graduate School. Muchnic nahm Lehraufträge in Kunstgeschichte an der University of Southern California, am Los Angeles City College und an der Claremont Graduate University wahr.
Muchnic arbeitete 1978 bis 2009 als Kunstkritikerin bei der Los Angeles Times. Daneben schrieb sie auch für ARTnews, Harper’s Bazaar, Gannett Center Journal, Arts, Picture und Photoshow und war Redakteurin der Artweek für Südkalifornien.    

## Schriften (Auswahl)
- Odd Man. In: Norton Simon and the Pursuit of Culture. Oakland, CA: University of California Press, 1998 ISBN 978-0-520-20643-4
- Helen Lundeberg: Poetry Space Silence. West Hollywood, CA : Louis Stern, 2014 ISBN 978-0-983-78713-6
- LACMA So Far: Portrait of a Museum in the Making. San Marino, CA: Huntington Library Press, 2015 ISBN 978-0-873-28266-6